# Cymothales speciosus
Cymothales speciosus is een insect uit de familie van de mierenleeuwen (Myrmeleontidae), die tot de orde netvleugeligen (Neuroptera) behoort. 
Cymothales speciosus is voor het eerst wetenschappelijk beschreven door Kolbe in 1897.